# بيرفس إستوبينان
بيرفس إستوبينان (مواليد 21 يناير 1998) هو لاعب كرة قدم إكوادوري يلعب في مركز الظهير الأيسر في اي سي ميلان  .

## روابط خارجية
- بيرفس إستوبينان على موقع الاتحاد الدولي (مؤرشف)  (الإنجليزية)
- بيرفس إستوبينان على موقع الاتحاد الأوربي (الإنجليزية)
- بيرفس إستوبينان على موقع قاعدة بيانات كرة القدم.إي يو (الإنجليزية)
- بيرفس إستوبينان على موقع ناشيونال فوتبول تيمز (الإنجليزية)
- بيرفس إستوبينان على موقع Soccerbase.com (لاعب) (الإنجليزية)
- بيرفس إستوبينان على موقع Soccerway.com (الإنجليزية)
- بيرفس إستوبينان على موقع عالم كرة القدم.نت (الإنجليزية)
- بيرفس إستوبينان على موقع AS.com (الإسبانية)